# BVA Cup 2021 (maschile)
La BVA Cup 2021 si è svolta dal 25 al 27 settembre 2021: al torneo hanno partecipato tre squadre di club appartenenti a federazioni afferenti alla BVA e la vittoria finale è andata per la seconda volta consecutiva all'Halkbank.

## Regolamento

### Formula
La formula ha previsto un girone all'italiana.

### Criteri di classifica
Se il risultato finale è stato di 3-0 o 3-1 sono stati assegnati 3 punti alla squadra vincente e 0 a quella sconfitta, se il risultato finale è stato di 3-2 sono stati assegnati 2 punti alla squadra vincente e 1 a quella sconfitta.
L'ordine del posizionamento in classifica è stato definito in base a:
- Numero di partite vinte;
- Punti;
- Ratio dei set vinti/persi;
- Ratio dei punti realizzati/subiti;
- Risultati degli scontri diretti.

## Squadre partecipanti
- Kīfisia
- Radnički Kragujevac
- Halkbank

## Torneo

### Risultati
| 25 settembre 2021 Başkent Voleybol Salonu, Ankara Durata: ? - Spettatori: ? | Kīfisia             | 1 - 3 | Radnički Kragujevac | 17-25, 25-22, 23-25, 16-25 |
| 26 settembre 2021 Başkent Voleybol Salonu, Ankara Durata: ? - Spettatori: ? | Radnički Kragujevac | 0 - 3 | Halkbank            | 19-25, 15-25, 18-25        |
| 27 settembre 2021 Başkent Voleybol Salonu, Ankara Durata: ? - Spettatori: ? | Halkbank            | 3 - 0 | Kīfisia             | 25-19, 25-18, 25-18        |

### Classifica
| Pos. | Squadra             | Pt | G | V | P | SV | SP | Ratio | PF  | PS  | Ratio |
| ---- | ------------------- | -- | - | - | - | -- | -- | ----- | --- | --- | ----- |
| 1.   | Halkbank            | 6  | 2 | 2 | 0 | 6  | 0  | MAX   | 150 | 107 | 1,401 |
| 2.   | Radnički Kragujevac | 3  | 2 | 1 | 1 | 3  | 4  | 0,750 | 149 | 156 | 0,955 |
| 3.   | Kīfisia             | 0  | 2 | 0 | 2 | 1  | 6  | 0,166 | 136 | 172 | 0,790 |

## Classifica finale
| Pos | Squadra             | Qualificazione        |
| --- | ------------------- | --------------------- |
|     | Halkbank            | Challenge Cup 2021-22 |
| 2   | Radnički Kragujevac |                       |
| 3   | Kīfisia             |                       |